# Johan Laidoner
Johan Laidoner, född 12 februari 1884 i Viiratsi, död 13 mars 1953 i Vladimir, var en rysk och estnisk militär.

## Biografi
Johan Laidoner blev officer i tsarryska armén 1905, deltog med utmärkelse i första världskriget och trädde då Estland förklarades självständigt samma år in vid estniska armén som överste. Han blev chef för Estlands infanteridivision som deltog i tyska nordkårens operationer på våren 1918 mot bolsjevikerna under estniska frihetskriget. Samma år blev han chef för estländska armén, och rensade efter tyskarnas avtåg landet på nytt från bolsjeviker, och ledde på sommaren operationerna mot Rüdiger von der Goltz i Lettland och besegrade denne i slaget vid Wenden-Lemal den 21–23 juli 1918. 1919 befordrades han till generalmajor. Då arméchefsbefattningen i mars 1920 indrogs, avgick Laidoner ur tjänst men tillerkändes av parlamentet en nationalbelöning av en jordegendom och 1 miljon mark.
För att hindra politiskt inflytande för den högerextrema Vapsrörelsen stödde han riksäldsten Konstantin Päts statskupp i mars år 1934, som tillät Päts att styra Estland med dekret. Laidoner utsågs till överbefälhavare. Tillsammans med Päts arresterades han efter Sovjetunionens fullständiga ockupation av Estland i juli år 1940. Laidoner dog i fångenskap i Vladimir i Sovjetunionen.
Han utsågs till kommendör med stora korset av svenska Svärdsorden 1936.